# Tagebuch einer zukünftigen Präsidentin
Tagebuch einer zukünftigen Präsidentin (Originaltitel: Diary of a Future President) ist eine US-amerikanische Jugend-Comedy-Serie, die von Ilana Peña geschaffen wurde. Die Premiere der Serie erfolgte am 17. Januar 2020 auf Disney+ in den zu der Zeit verfügbaren Regionen. Im deutschsprachigen Raum fand die Erstveröffentlichung der Serie am 24. März 2020 auf Disney+ statt.

## Handlung
Die unerschrockene, zielstrebige, lebensfreudige und sehr aufmerksame 12-jährige Kubanoamerikanerin Elena Cañero-Reed besucht die Middle School und muss sich tagtäglich durch persönliche Probleme und den sozialen Druck der Jugend navigieren. Die Serie berichtet aus dem Tagebuch von Elena, das Einblick in ihre täglichen Erlebnisse und in ihre Interaktionen mit Freunden und Familie gibt. Begleitet wird die Erzählung durch Kommentare von Elena aus dem Off. Elenas Familie besteht aus ihrem schüchternen großen Bruder Bobby, ihrer scharfsinnigen und liebevollen Mutter Gabi und deren neuem Freund Sam, der Anwalt in Gabis Kanzlei ist. Zudem verfolgt Elena einen großen Traum, denn sie möchte Präsidentin der Vereinigten Staaten werden, und legt sich dazu mächtig ins Zeug, was durch ihre politische Kampagne als Erwachsene sichtbar wird.
Die Serie befasst sich sehr eindrucksvoll mit den typischen Problemen, die das Erwachsenwerden so mit sich bringt.

## Produktion

### Entwicklung
Am 31. Januar 2019 wurde bekannt gegeben, dass Disney+ eine zehnteilige erste Staffel einer neuen Single-Camera-Comedy-Serie bestellt hat, die den Arbeitstitel Diary of a Female President trug. Darüber hinaus wurde angekündigt, dass die Serie von Ilana Peña geschaffen wurde, die neben Gina Rodriguez und Emily Gipson auch als ausführende Produzentin fungiert. Robin Shorr wurde als Showrunner bestätigt. Die Serie wird von Rodriguezs Produktionsfirma I Can & I Will Productions in Zusammenarbeit mit CBS Television Studios produziert, welche die Serie an Disney verkauft haben. Der Chief Creative Officer von CBS David Nevins, gab an, dass die Serie zwar für den US-Networksender The CW angedacht war, aber letztendlich besser zur Zielgruppe von Disney+ gepasst hat. Es handelt sich um die erste bestellte fiktionale Serie von Disney+, die von einem Konzernfremden Studio produziert wird. Im Dezember 2019 wurde bekannt, dass die Serie in Diary of a Future President umbenannt wurde. Brad Silberling wurde als zusätzlicher Showrunner bekannt gegeben. Im Dezember 2021 wurde bekannt, dass die Serie nach der zweiten Staffel eingestellt wurde.

### Drehbuch
Die Serie dreht sich um eine Latino-Familie, wobei Elena in den Charakterbeschreibungen als Kubanoamerikanerin bezeichnet wird. Rodriguez gab an, dass sie ihre Produktionsfirma gegründet habe, um Geschichten „von Unterrepräsentierten für Unterrepräsentierte“ zu erzählen. Die Serie soll von Peñas eigener Kindheit inspiriert sein.

### Casting
Im Juli 2019 wurde bekannt gegeben, dass die ausführende Produzentin Gina Rodriguez die Erwachsenenversion von Elena spielt, die in Vorausblenden auftaucht, in welchen Elena ihre politische Kampagne vorantreibt. Es wurde auch bekannt, dass Rodriguez bei der ersten Folge die Regie führt. Daneben wurde angekündigt, dass Tess Romero und Charlie Bushnell die Geschwister Elena und Bobby spielen, während Selenis Leyva als ihre Mutter Gabi und Michael Weaver als Gabis Liebesinteresse, Sam besetzt wurden.

### Dreharbeiten
Die Produktion der ersten Staffel begann im Juli 2019 in Los Angeles. Der ursprünglich angedachte Drehplan sah Juni 2019 bis September 2019 vor.

## Besetzung und Synchronisation
Die deutschsprachige Synchronisation entstand nach den Dialogbüchern von Matthias Müntefering und Ramona Abraham sowie unter der Dialogregie von Julia Haacke durch die Synchronfirma SDI Media Germany in München.

### Hauptfiguren
| Rolle                                   | Schauspieler     | Hauptrolle (Folgen) | Nebenrolle (Folgen) | Synchronsprecher |
| --------------------------------------- | ---------------- | ------------------- | ------------------- | ---------------- |
| Elena Ofelia Cañero-Reed (als Teenager) | Tess Romero      | 1.01–2.10           |                     | Melanie Olbert   |
| Roberto „Bobby“ Cañero-Reed             | Charlie Bushnell | 1.01–2.10           |                     | Maximilian Belle |
| Gabrielle „Gabi“ Cañero-Reed            | Selenis Leyva    | 1.01–2.10           |                     | Claudia Lössl    |
| Sam Faber                               | Michael Weaver   | 1.01–2.10           |                     | Patrick Schröder |

### Nebenfiguren
| Rolle                                     | Schauspieler         | Nebenrolle (Folgen) | Synchronsprecher                                    |
| ----------------------------------------- | -------------------- | ------------------- | --------------------------------------------------- |
| Elena Ofelia Cañero-Reed (als Erwachsene) | Gina Rodriguez       | 1.01–2.10           | Katharina Schwarzmaier                              |
| Sasha                                     | Carmina Garay        | 1.01–2.10           | Laura Jenni                                         |
| Camila                                    | Jessica Marie Garcia | 1.01–2.10           | Angela Wiederhut                                    |
| Melissa                                   | Sanai Victoria       | 1.01–2.10           | Lara Wurmer                                         |
| Joey Feldstein                            | Tiernan Jones        | 1.01–2.10           | Tim Eitner                                          |
| Ryan Tyler                                | Connor Falk          | 1.01–2.10           | Henry Eitner (1. Stimme) Kevin Iannotta (2. Stimme) |
| Jessica „Jessie“                          | Harmeet K. Pandey    | 1.01–2.10           | Anouk Elias                                         |
| Ms. R                                     | Chevonne Hughes      | 1.01–2.10           | Stefanie Dischinger                                 |
| Monyca                                    | Avantika Vandanapu   | 1.02–2.10           | Valeria Ceraolo                                     |
| Danny                                     | Nathan Arenas        | 1.02–2.10           | Leonard Rosemann                                    |
| Liam                                      | Brandon Severs       | 1.02–2.10           | Max Schira                                          |
| Ziggy                                     | Sean Philip Glasgow  | 1.02–2.10           | Norman Endres                                       |
| Brittany                                  | Jazzy Jade           | 1.03–2.10           | Zina Laus                                           |

## Episodenliste

### Staffel 1
| Nr. (ges.) | Nr. (St.) | Deutscher Titel                    | Originaltitel        | Erstveröffentlichung (USA) | Deutschsprachige Erstveröffentlichung (D/A/CH) | Regie             | Drehbuch                         |
| ---------- | --------- | ---------------------------------- | -------------------- | -------------------------- | ---------------------------------------------- | ----------------- | -------------------------------- |
| 1          | 1         | Der Anfang                         | Hello World          | 17. Jan. 2020              | 24. März 2020                                  | Gina Rodriguez    | Ilana Peña                       |
| 2          | 2         | Auf neuen Wegen                    | The New Deal         | 24. Jan. 2020              | 27. März 2020                                  | Angela Tortu      | Ilana Peña und Robin Shorr       |
| 3          | 3         | Dinner Desaster                    | Disaster Relief      | 31. Jan. 2020              | 3. Apr. 2020                                   | Sam Bailey        | Hailey Chavez                    |
| 4          | 4         | Schuld und Scham                   | The National Mall    | 7. Feb. 2020               | 10. Apr. 2020                                  | Erin Ehrlich      | Brig Muñoz-Liebowitz             |
| 5          | 5         | Wer nicht hören will…              | Whistleblower        | 14. Feb. 2020              | 17. Apr. 2020                                  | Angela Tortu      | Michael Jonathan Smith           |
| 6          | 6         | Nachsitzen                         | Habeas Corpus        | 21. Feb. 2020              | 24. Apr. 2020                                  | Fernando Sariñana | Hugh Moore                       |
| 7          | 7         | Evolution                          | Foreign Relations    | 28. Feb. 2020              | 1. Mai 2020                                    | Viet Nguyen       | LaDarian Smith                   |
| 8          | 8         | Alles kann auf 'nem Ball passieren | Matters of Diplomacy | 6. März 2020               | 8. Mai 2020                                    | Kacie Anning      | Robin Shorr und Jessica Gonzalez |
| 9          | 9         | Unangenehmes                       | State of the Union   | 13. März 2020              | 15. Mai 2020                                   | Melanie Mayron    | Hailey Chavez und Jerrica Long   |
| 10         | 10        | Inspirierende Ratschläge           | Two Party System     | 20. März 2020              | 22. Mai 2020                                   | Gina Lamar        | Ilana Peña                       |

### Staffel 2
| Nr. (ges.) | Nr. (St.) | Deutscher Titel                         | Originaltitel           | Erstveröffentlichung (USA) | Deutschsprachige Erstveröffentlichung (D/A/CH) | Regie                | Drehbuch                       |
| ---------- | --------- | --------------------------------------- | ----------------------- | -------------------------- | ---------------------------------------------- | -------------------- | ------------------------------ |
| 11         | 1         | Zurück zur Sitzung                      | Back In Session         | 18. Aug. 2021              | 18. Aug. 2021                                  | Gina Rodriguez       | Ilana Peña                     |
| 12         | 2         | Strategisches Bündnis                   | Strategic Alliance      | 18. Aug. 2021              | 18. Aug. 2021                                  | Rachel Raimist       | Ali Schouten                   |
| 13         | 3         | Reden ist gold                          | Pleading the Fifth      | 18. Aug. 2021              | 18. Aug. 2021                                  | Patricia Cardoso     | Jessica Gonzalez               |
| 14         | 4         | Vereinte Nationen                       | United Nations          | 18. Aug. 2021              | 18. Aug. 2021                                  | Morenike Joela Evans | Sasha Stroman                  |
| 15         | 5         | Die nationale Bühne                     | The National Stage      | 18. Aug. 2021              | 18. Aug. 2021                                  | Angela Tortu         | Danny Fernandez                |
| 16         | 6         | Expertengremium                         | Brain Trust             | 18. Aug. 2021              | 18. Aug. 2021                                  | Gina Lamar           | Max Maduka                     |
| 17         | 7         | Quid Pro Quo                            | Quid Pro Quo            | 18. Aug. 2021              | 18. Aug. 2021                                  | Diego Velasco        | Crystal Ferreiro               |
| 18         | 8         | Ungerechtigkeit am Obersten Gerichtshof | Supreme Court Injustice | 18. Aug. 2021              | 18. Aug. 2021                                  | Crystle Roberson     | Alyssa Lerner                  |
| 19         | 9         | First Gentlemen                         | First Gentleman         | 18. Aug. 2021              | 18. Aug. 2021                                  | Ilana Peña           | Ranada C. Shepard              |
| 20         | 10        | Oktoberüberraschung                     | October Surprise        | 18. Aug. 2021              | 18. Aug. 2021                                  | Gordon Freeman       | Ilana Peña & Victoria González |